# Guy Lassalette
Guy Lassalette est un footballeur français né le 14 juin 1944 à Vauvillers en Haute-Saône et mort le 4 octobre 1981 à Messigny-et-Vantoux en Côte-d'Or.

## Carrière
Guy Lassalette grandi à Demangevelle et joue pendant une saison en équipe avec AS Luxovien, équipe de Luxeuil-les-Bains alors qu'il est pensionnaire du Lycée luxovien.
Il mène l'attaque sochalienne de 1965 à 1969. Il fut international B, et présélectionné parmi les quarante retenus pour la Coupe du monde 1966.
Il joue son premier match en D1 le 12 septembre 1964 à l'occasion de la défaite 3-0 de son club, le FC Rouen à Nantes.
Il fait une dernière saison en D3 avec le Cercle Dijon en 1974-75.
Il est un des pionniers du syndicalisme des footballeurs professionnel en France et fut vice-président de l'UNFP de 1969 à sa mort accidentelle en 1981.